# Giuseppe Ferretto

•Kardinalswappen von Giuseppe Ferretto

 Giuseppe Antonio Kardinal Ferretto  (* 9. März 1899 in Rom, Italien; † 17. März 1973 ebenda) war ein Kurienkardinal der römisch-katholischen Kirche.

## Leben
Giuseppe Ferretto studierte in Rom die Fächer Philosophie und Katholische Theologie. Er empfing am 24. Februar 1923 das Sakrament der Priesterweihe und wurde nach weiterführenden Studien im Jahre 1926 Dozent am Päpstlichen Athenaeum „De Propaganda Fide“. Neben seiner Dozententätigkeit versah er von 1929 bis 1939 das Amt des Offizials im Vikariat von Rom, ab 1939 arbeitete er als Referendar beim Obersten Gerichtshof der Apostolischen Signatur. Ab 1943 nahm er verschiedene Aufgaben bei der Konsistorialkongregation und bei der Apostolischen Signatur wahr.
Papst Johannes XXIII. ernannte ihn 1958 zum Titularerzbischof von Serdica und spendete ihm am 27. Dezember 1958 im Petersdom die Bischofsweihe. Mitkonsekratoren waren Girolamo Bartolomeo Bortignon OFMCap, Bischof von Padua, und Gioacchino Muccin, Bischof von Belluno-Feltre. 1959 wurde Giuseppe Ferretto Sekretär des Kardinalskollegiums. Am 16. Januar 1961 nahm ihn Papst Johannes XXIII. als Kardinalpriester mit der Titelkirche Santa Croce in Gerusalemme in das Kardinalskollegium auf, am 26. März desselben Jahres wurde er zum Kardinalbischof von Sabina e Poggio Mirteto erhoben. Giuseppe Ferretto nahm in den Jahren 1962 bis 1965 am Zweiten Vatikanischen Konzil teil. Vom 7. April 1967 bis 1. März 1973 war er Kardinalgroßpönitentiar. Er starb am 17. März 1973 in Rom.

### Auszeichnung (in Auswahl)
- Mitglied des Malteserordens: Ehren- und Devotions-Großkreuz-Bailli